# Jurassic Park: The Ride
Jurassic Park — The Ride es una atracción acuática tipo big splash, se basa en la novela de Michael Crichton Parque Jurásico, así como en la película homónima de Steven Spielberg.
Fue construida cuando la película aún estaba en su fase de producción. Se inauguró el 21 de junio de 1996. 
Existen dos clones de esta atracción en Universal Studios Japan y Universal's Islands of Adventure (en este parque renombrado como Jurassic Park River Adventure). Según Universal Studios, se utilizan 5,7 millones de litros de agua en la atracción.

## Apertura
Entre los invitados el día de apertura se encontraban algunos miembros del elenco de la película Jeff Goldblum, Ariana Richards y Joseph Mazzello. Steven Spielberg también asistió pero solicitó que se le dejara fuera antes de una caída vertical de 25 metros en balsa.

## Experiencia

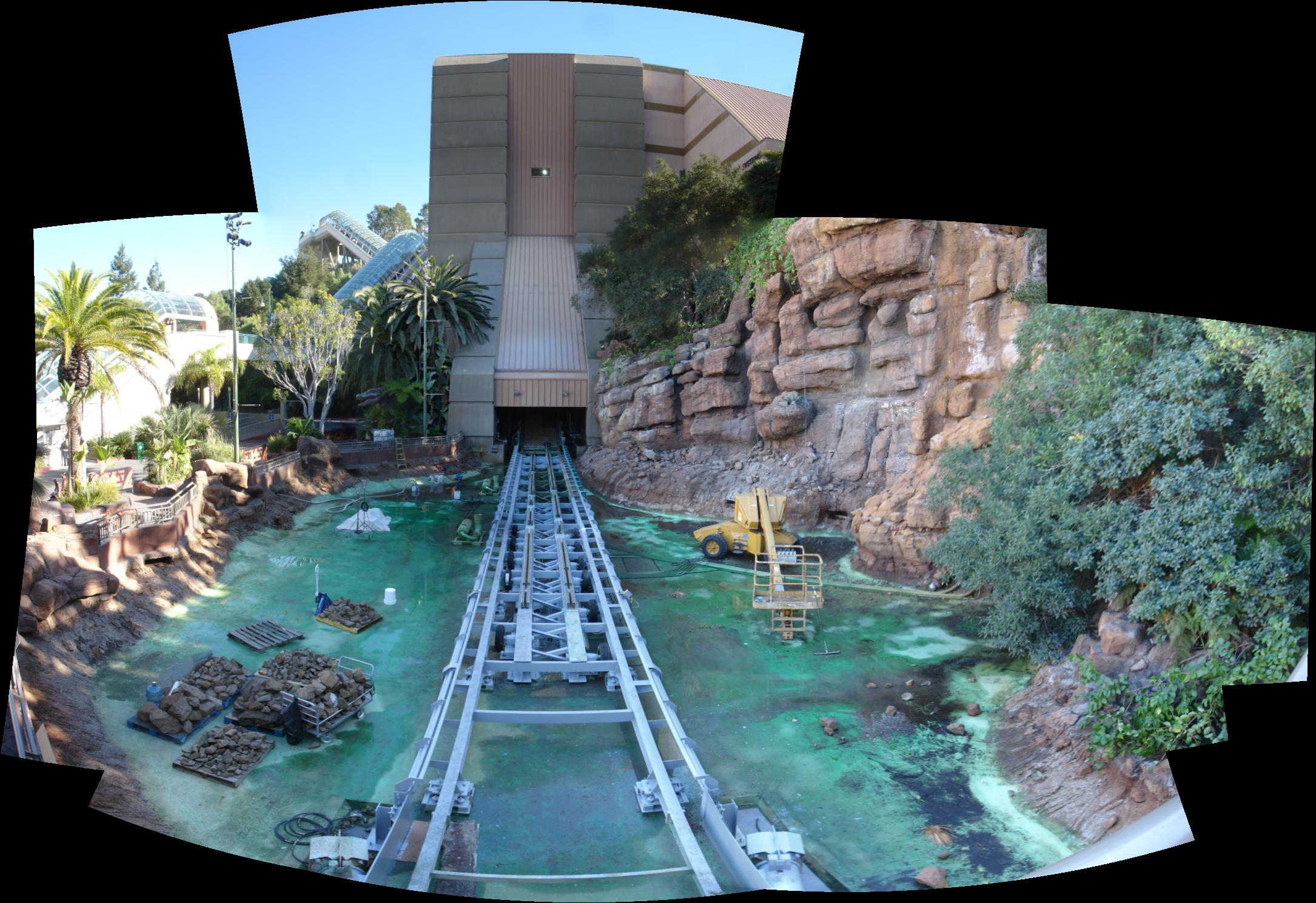
Jurassic Park: The Ride en estado de remodelación.

La atracción está diseñada para tener la sensación de encontrarse en la isla Nublar. Las personas caminan hasta un edificio donde un guía turístico aparece en los monitores de televisión dentro del edificio. Los turistas son divididos en dos grupos y suben a bordo para de la barca. Ahí se desarrolla el viaje, donde las personas a bordo de la barca se encuentran con varios rápidos y dinosaurios que intentan atacar la barca, entre los que se cuenta un tiranosaurio del que la barca escapa en una caída de 26,5 metros de altura). También hay una tienda de regalos en la que los pasajeros pueden comprar recuerdos de Jurassic Park.